# Paul Dölz
Paul Richard Dölz (* 19. September 1887 in Auma, Thüringen; † 22. Mai 1975 in Tönning) war ein deutscher Politiker der SPD.

## Leben und Beruf
Nach der Volksschule absolvierte Dölz von 1902 bis 1905 eine Tischlerlehre in Weida (Thüringen). Anschließend absolvierte er die Baugewerkschule und arbeitete in ganz Deutschland und auch in der Schweiz. Am 5. April 1933 wurde er von den Nationalsozialisten verhaftet und in Rendsburg inhaftiert, aber im November desselben Jahres wegen Haftunfähigkeit wieder entlassen. Anschließend machte er sich mit einem Tabakwarengeschäft in Flensburg selbständig. Das Geschäft wurde am 15. April 1943 von Amts wegen geschlossen, da die Obrigkeit in ihm einen illegalen Treffpunkt von Sozialdemokraten vermutete. Nach dem 20. Juli 1944 wurde er erneut verhaftet und im KZ Neuengamme inhaftiert. Danker und Lehmann-Himmel charakterisieren ihn in ihrer Studie über das Verhalten und die Einstellungen der Schleswig-Holsteinischen Landtagsabgeordneten und Regierungsmitglieder der Nachkriegszeit in der NS-Zeit als Protagonisten der Arbeiterbewegung und als „oppositionell-gemeinschaftsfremd“.

## Partei
Schon als Lehrling trat Dölz der SPD bei. Von 1920 bis 1933 war er hauptamtlicher Parteisekretär für die nördlichen Kreise in Schleswig-Holstein und die Stadt Flensburg.

## Abgeordneter
Von 1929 bis 1933 war Dölz Kreisdeputierter. Von November 1946 an war er Kreisausschussmitglied im Kreis Eiderstedt.
Dölz war von 1946 bis 1950 und vom 5. Mai 1953, als er für seinen Parteifreund Max Kukil nachrückte, bis 1954 Mitglied des Schleswig-Holsteinischen Landtags. Er vertrat den Wahlkreis Eiderstedt im Parlament. Im ersten ernannten Landtag (bis 11. November 1946) war er stellvertretender Vorsitzender des Innenausschusses und des Ausschusses für Flüchtlingswesen. Vom 7. Dezember 1953 bis 1954 war er stellvertretender Schriftführer des Landtages.
Der Landtag wählte Dölz zum Mitglied der 1. Bundesversammlung, die am 12. September 1949 Theodor Heuss zum Bundespräsidenten wählte.

## Öffentliche Ämter
Nach 1945 wurde Dölz 1. Stadtrat in Tönning und stellvertretender Landrat im Kreis Eiderstedt. Vom 8. November 1947 bis zum 5. September 1950 war er parlamentarischer Vertreter des Innenministers von Schleswig-Holstein.

## Ehrungen
Dölz wurde mit dem Verdienstkreuz 1. Klasse des Bundesverdienstkreuzes ausgezeichnet. In Tönning wurde eine Straße nach ihm benannt.